# Billy McKee
Billy McKee (irisch Liam Mac Aoidh;  * 12. November 1921 in Belfast, Nordirland; † 11. Juni 2019 ebenda) war ein irischer Republikaner, der ein Gründungsmitglied und Führer der Provisional Irish Republican Army (PIRA) war. Er wurde auch als „der Veteran der IRA“ bezeichnet.

## Frühes Leben
Billy McKee trat 1939 in die Irish Republican Army (IRA) ein, die während des Zweiten Weltkriegs zahlreiche bewaffnete Anschläge in ihrer Northern Campaign durchführte. McKee wurde gefangen genommen und im Gefängnis Crumlin Road Gaol für seine Teilnahme in dieser Kampagne bis 1946 inhaftiert. Als die IRA 1956 weitere bewaffnete Anschläge im Verlauf der Border Campaign ausführte, wurde er wieder verhaftet und bis zum Ende dieser Kampagne interniert; seine Entlassung erfolgte 1962.
Nach seinem Gefängnisaufenthalt erfolgte die Ernennung zum kommandierenden Offizier der Belfast Brigade. Von dieser Position trat er 1963 nach Auseinandersetzungen mit anderen Republikanern über die Royal Ulster Constabulary (RUC) und nachdem ihm das Tragen der irischen Flagge während eines republikanischen Marsches untersagt worden war, zurück. Sein Nachfolger wurde Billy McMillen.
Zu Beginn der 1960er Jahre geriet McKee in Distanz zur IRA, weil er über die marxistische Orientierung und den reformistischen Kurs ihres bewaffneten Kampfes sehr desillusioniert war. McKee war auch ein gläubiger Katholik, der täglich zur heiligen Messe ging, und deshalb u. a. mit der schleichenden Verbreitung kommunistischer Ideen in der republikanischen Bewegung überaus unzufrieden.:24

## Spaltung der IRA
Während des nordirischen Aufruhrs im August 1969, der sich in Belfast zwischen den irischen Katholiken, Nationalisten, Protestanten der Loyalisten und der RUC ereignete, kritisierte McKee die IRA, dass diese die katholischen Gebiete während dieser Auseinandersetzungen nicht entsprechend verteidigt habe. Am 14. August 1969 waren McKee, Joe Cahill und eine Reihe weiterer Republikaner in der Kashmir Street in bewaffnete Auseinandersetzungen mit der RUC und Loyalisten verwickelt. Allerdings konnten sie die katholische Bombay Street, Teile der Cupar Street und Kashmir Street nicht verteidigen, als diese in Brand gesetzt wurden, da sie selbst zu schwach bewaffnet waren.:52–53
Im Nachgang dieser Unruhen beschuldigte McKee Billy McMillen, den Kommandeur der IRA von Belfast, und die IRA-Führung in Dublin, dass sie den Kampf falsch geführt und zu wenig Kräfte zur Verteidigung der katholischen Straßen eingesetzt haben. Am 22. September 1969 versuchten McKee und weitere IRA-Männer, als sie bewaffnet an einem Treffen teilnahmen, die McMillen einberufen hatte, seine Abberufung als Führer der IRA von Belfast durchzusetzen. Dieser Versuch blieb erfolglos, aber sie erklärten danach, dass sie nicht mehr länger Befehle von der IRA-Führung in Dublin entgegennehmen werden.:60–61 Im Dezember des gleichen Jahres spaltete sich die IRA in die Provisional IRA mit den traditionellen Militaristen wie McKee und in die Official IRA auf, die aus den Resten der abgespaltenen marxistischen Führerschaft und ihren Anhängern bestand. McKee errichtete an der Seite der Provisionals das erste Provisional Army Council im September 1970.:65–66

## Provisional IRA
McKee wurde der erste kommandierende Offizier der Provisional IRA Belfast Brigade. Von Beginn an gab es Fehden zwischen seinen Männern und den früheren Kameraden der Official IRA, als sie nationalistische Gebiete überwachten. Jedoch gewannen die Provisionals die Oberhand, weil sie sich sowohl selbst als auch die katholische Gemeinde am zuverlässigsten schützten.:77–78
McKee trug selbst zu seinem großen Bekanntheitsgrad bei, als er eine Aktion am 27. Juni 1970 während der Unruhen im Gebiet Ardoyne im Norden von Belfast nach einem Marsch des protestantischen Oranier-Ordens unternahm und drei Protestanten in Schießereien zwischen der Provisional IRA und den Loyalisten getötet wurden. In einem Racheakt bereiteten die Loyalisten einen Angriff auf die katholische Enklave von Short Strand im Osten von Belfast vor. Als McKee dies hörte, fuhr er mit elf Männern und Waffen nach Short Strand und nahm dort eine Kampfposition in der St Matthew's Church ein. In einer fünf Stunden dauernden bewaffneten Auseinandersetzung wurde McKee verwundet; einer seiner Männer und vier Protestanten wurden getötet.
Am 15. April 1971 wurde McKee mit Proinsias MacAirt von der British Army wegen des Besitzes von Handfeuerwaffen verhaftet:98 und im Gefängnis in der Crumlin Road in Belfast inhaftiert. Joe Cahill übernahm nach ihm den Posten des kommandierenden Offiziers der Belfast Brigade.
Im Jahr 1972 führte McKee den Hungerstreik an, der zur Anerkennung der IRA-Häftlinge in den Special Category Status führte. Dieser Sonderstatus entsprach in etwa dem Status von Kriegsgefangenen nach der Genfer Konvention. Republikaner, die bereits interniert waren, hatten bereits diesen Sonderstatus erlangt, jedoch nicht diejenigen Republikaner, die wegen krimineller Taten verurteilt waren. Als McKee dem Hungertod nahe war, willigte William Whitelaw in den Special Category Status ein. Obwohl dieser Sonderstatus offiziell nicht als politischer Status anerkannt wurde, war diese Taktik erfolgreich, weil eine lebenslange Verurteilung in der Öffentlichkeit als politische erkannt wurde.
McKee wurde am 4. September 1974 entlassen und nahm seine Position als kommandierender Offizier der Belfast Brigade wieder ein. Zu dieser Zeit rief die IRA einen Waffenstillstand aus, den McKee mit Ruairí Ó Brádaigh in geheimen Friedensgesprächen in Derry mit dem Northern Ireland Office ausgehandelt hatte.:177–182 Er war auch an Gesprächen mit protestantischen Geistlichen im Feakle im County Clare im Dezember 1974 beteiligt, wo er sich für die Beendigung der Gewalt aussprach.:174–176 Zur selben Zeit autorisierte McKee jedoch eine Anzahl von Angriffen auf Protestanten wie auch auf rivalisierende Republikaner und die IRA. Dafür wurde er heftig von Aktivisten der PIRA kritisiert, die sich um Gerry Adams gruppiert hatten.:166–168

## Späteres Leben
Eine Fraktion, die von Adams angeführt wurde, wählte McKee 1977 aus dem IRA Army Council ab, was einer Entlassung aus seiner Führerschaft in dieser Organisation gleichkam. Die Gesundheit von McKee verschlechterte sich in jener Zeit und danach nahm er nicht mehr an Aktivitäten der IRA teil.:166–168 1986 trat er in die Republican Sinn Féin ein.
In den darauffolgenden Jahren kritisierte McKee gemeinsam mit Brendan Hughes und Tommy McKearney das Belfast Agreement und die reformistische Politik der Sinn Féin. 2010 nahm er im Alter von 88 Jahren an einem Interview mit Tommy KcKearny und Gerry Adams teil. Billy McKee starb im Juni 2019 im Alter von 97 Jahren in Belfast.